# Саша Райнельт
Саша Райнельт (нім. Sascha Reinelt, 3 квітня 1973) — німецький хокеїст на траві.
Бронзовий призер Олімпійських Ігор 2004 року, учасник 2000 року.
Чемпіон світу 2002 року, бронзовий призер 1998 року.
Переможець Трофею чемпіонів 2001 року, срібний призер 2000, 2002 років, бронзовий призер 1996 року.